# فهد الجهني (لاعب كرة قدم مواليد 1991)
فهد الجهني (بالإنجليزية: Fahad Al-Johani)‏؛ مواليد 26 أكتوبر 1991 في الرياض، السعودية، هو لاعب كرة قدم سعودي يلعب في نادي الجبلين.

## مسيرة اللاعب
كانت بداياته مع نادي الهلال و انتقل إلى نادي الرائد في عام 2013 .
لعب مع الرائد إلى عام 2016 و بعد انتهاء عقده مع الرائد وقع مع القادسية عقد لمدة 5 سنوات وأعاره القادسية إلى الفيحاء مطلع إلى 2018 و أعاره إلى نادي الباطن في صيف 2018 و وقع مع نادي الطائي في صيف 2020 ولعب بعدها مع نادي ضمك ونادي الجبلين.

## روابط خارجية
- فهد الجهني على موقع قاعدة بيانات كرة القدم.إي يو (الإنجليزية)
- فهد الجهني على موقع Soccerway.com (الإنجليزية)